# Talina Gantenbein
Talina Gantenbein (* 18. August 1998 in Scuol) ist eine Schweizer Freestyle-Skierin. Sie startet in der Disziplin Skicross.

## Werdegang
Gantenbein startete zu Beginn der Saison 2015/16 in Pitztal erstmals im Europacup und errang dabei den 32. Platz. Im weiteren Saisonverlauf wurde sie jeweils zweimal Zweite und Dritte und erreichte damit den dritten Platz in der Skicrosswertung. Ihre ersten Weltcuprennen bestritt sie im Januar 2016 in Watles, die sie auf dem 23. und 16. Platz beendete. Kurz darauf gewann sie an den Olympischen Jugend-Winterspielen 2016 in Lillehammer die Goldmedaille. Bei den Juniorenweltmeisterschaften 2016 in Val Thorens errang sie den 13. Platz. In der folgenden Saison kam sie erneut auf den dritten Platz in der Skicrosswertung im Skicross. Bei den Juniorenweltmeisterschaften 2017 in Chiesa in Valmalenco wurde sie Sechste. Im folgenden Jahr nahm sie bei den Olympischen Winterspielen am Skicross-Wettbewerb teil, schied im Viertelfinal aus und belegte damit den 12. Platz.
Am 16. Dezember 2020 erreichte sie in Arosa mit Rang drei ihren ersten Podestplatz in einem Weltcuprennen. Bei den Juniorenweltmeisterschaften 2019 auf der Reiteralm holte sie die Silbermedaille. Zu Beginn der Saison 2020/21 erreichte sie in Arosa mit Platz drei ihre erste Top-Zehn-Platzierung und Podestplatzierung im Weltcup. Es folgten weitere Top-Zehn-Ergebnisse, darunter Platz drei in Idre. In der Gesamtwertung belegte sie den 7. Schlussrang, ihr bestes Ergebnis bisher.
In Idre verpasste sie als Vierte beim Saisonhöhepunkt, den Weltmeisterschaften 2021, nur knapp eine Medaille.

## Erfolge

### Olympische Spiele
- Pyeongchang 2018: 12. Skicross
- Peking 2022: 9. Skicross

### Weltmeisterschaften
- Idre 2021: 4. Skicross
- Bakuriani 2023: 6. Skicross
- Engadin 2025: 10. Skicross
- Engadin 2025: 8. Skicross Mixed-Team (zusammen mit Alex Fiva)

### Weltcupwertungen
| Saison  | Gesamt | Gesamt | Skicross | Skicross |
| Saison  | Platz  | Punkte | Platz    | Punkte   |
| ------- | ------ | ------ | -------- | -------- |
| 2015/16 | 156.   | 2,58   | 32.      | 31       |
| 2016/17 | 189.   | 1,38   | 31.      | 18       |
| 2017/18 | 126.   | 8,5    | 24.      | 85       |
| 2018/19 | 116.   | 6,73   | 23.      | 74       |
| 2019/20 | 95.    | 13,36  | 19.      | 147      |
| 2020/21 |        |        | 7.       | 379      |
| 2021/22 |        |        | 19.      | 175      |
| 2022/23 |        |        | 8.       | 382      |
| 2023/24 |        |        | 5.       | 635      |

### Europacup
- Saison 2015/16, 2016/17: 3. Skicross-Disziplinenwertung
- 7 Podestplätze, davon 1 Sieg

### Juniorenweltmeisterschaften
- Val Thorens 2016: 13. Skicross
- Chiesa in Valmalenco 2017: 6. Skicross
- Reiteralm 2019: 2. Skicross

### Weitere Erfolge
- Olympische Jugend-Winterspiele 2016 1. Skicross

### Schweizer Meisterschaft
- 2022 1. Platz